# Ковальски, Пол
Пол Ковальски (англ. Paul Kowalski, род. 13 мая 1981) — британский кинорежиссёр и сценарист, живущий в Лос-Анджелесе.

## Юные годы
Ковальски родился в Эпсоме, Англия, в семье польских иммигрантов; юные годы он провёл в Северной Африке, Англии, на Ближнем Востоке, в Юго-Восточной Азии, Польше и в различных штатах США. Живя в Эр-Рияде, Саудовская Аравия, в начале 1990-х годов, он работал актёром в детской программе на англоязычном канале Saudi TV-2.
Ковальски изучал литературу и писательское мастерство в Университете Брауна, где он также снял свои первые фильмы. Позднее он получил степень магистра изящных искусств по специальности «кинорежиссура» в консерватории AFI. 

## Карьера
Фильмы Ковальски посвящены идентичности, изгнанию и одержимости, часто в них присутствуют тёмные психологические аспекты и сверхъестественное. Как кинорежиссёр и сценарист он получил признание Американского общества кинематографистов, кинофестиваля в Остине, Международного кинофестиваля в Род-Айленде, Международного кинофестиваля Indy Shorts, Пекинской киноакадемии, CINE, фестиваля короткометражных фильмов Aesthetica, кинофестиваля Raindance, кинофестиваля deadCENTER, кинофестиваля Cinequest Film & Creativity и кинофестиваля в Беверли-Хиллз, а также других организаций. 
Его дебютный полнометражный фильм «Бумажный тигр» был впервые показан на кинофестивале в Остине в 2020 году, где он получил приз зрительских симпатий и упоминание жюри. Фильм был продан агентством Gersh Agency и распространён компанией Gravitas Ventures.
В 2021 году кинофестиваль в Остине включил Ковальски в список «25 сценаристов, за которыми стоит следить». 
В 2024 году он получил Гран-при за лучшую режиссуру на Международном кинофестивале в Род-Айленде за короткометражный фильм «Сардиния» о серьёзном человеке, пытающемся избежать заражения смертельной хохочущей чумой во всё более поляризованном и антиутопическом обществе. В фильме снимались Филип Эттингер, обладательница премии «Эмми» Марта Плимптон, Олек Крупа и Брида Вул. В ноябре 2024 года Пэттон Освальт присоединился к проекту в качестве исполнительного продюсера, назвав фильм «непринуждённо оригинальной работой» и «вне времени», а Deadline назвал фильм претендентом на премию «Оскар» в категории «Лучший короткометражный фильм с живыми актёрами» в 2025 году. Омелето назвал «Сардинию» «прекрасно созданной, интеллектуально дерзкой и заставляющей задуматься», сравнив её с «современной басней Кафки для нашего времени». 

## Личная жизнь
Ковальски женат на актрисе Сорел Кэррадайн.
Его дядя, Лех Ковальски, снял документальный фильм о панк-роке «D.O.A.: A Rite of Passage» и «East of Paradise», который победил на Венецианском кинофестивале. Фильм повествует о побеге бабушки Пола Ковальски из советского трудового лагеря во время Второй мировой войны.